# Юс малий
Мали́й юс (Ѧ ѧ) — давня кирилична літера, що нині вживається лише в церковнослов'янській мові. Мала вигляд  і посідала 36-ту позицію. Була присутня також у глаголичній абетці, де мала вигляд  і посідала 35-ту позицію.
У ранній кирилиці позначала також число 900. Це можна пояснити тим, що малий юс графічно дещо схожий на архаїчну (відсутню в класичному грецькому алфавіті) давньогрецьку букву сампі (Ϡ) — з тим же числовим значенням. У глаголиці й пізній кирилиці числового значення вже не мала.

## Історія
Літера «малий юс» уперше з'являється в глаголиці, де вона мала накреслення . У хорватських джерелах відомий як «енсъ» (хорв. ęsъ). Графічне походження «малого юса» неясне, її пояснюють як варіант глаголичного («наш») або як лігатуру грецьких літер εν («епсилон» + «ню») або ον («омікрон» + «ню»), в обох випадках це пов'язане з носовим характером позначуваного звука (ен). Відоме вживання малого юса і замість  (наприклад у слові «ангелъ» у «Синайській псалтирі»). Існує гіпотеза, що символу  не існувало в найдавнішій глаголиці: окреме позначення нейотованого носового впроваджено пізніше. Зрідка, тільки в Зографському і Маріїнському Євангеліях, вживається «юс з хвостом» — .
Кириличну форму Ѧ пояснюють як повернуту на 90° за годинниковою стрілкою глаголичну літеру.

Рукописний малий юс

У староцерковнослов'янській мові позначав носовий звук [ɛ̃] (у фонетичній транскрипції праслов'янської мови ця фонема позначається символом *ę), і відповідав сучасній польській літері ę (староцерк.-слов. сѧ, пѧть — пор. пол. się, pięć). Успадкований старослов'янською від праслов'янської, цей звук ще на початку ІІ тис. н. е. існував у південнослов'янському і західнослов'янському мовленні. Але оскільки у східнослов'янських землях на X—XI ст. малий юс втратив носове звучання і став позначати звук ['a], [ja], незабаром ця зміна відбулася і на письмі в руському ізводі старослов'янської: ѧ стали змішувати з йотованим а (староцерк.-слов. сѧ — д.-рус. ся (себе), староцерк.-слов. пѧть — д.-рус. пять).
З XVII ст. у церковнослов'янській мові вживання малого юса і йотованого «а» визначається правилами правопису, а не первісним фонетичним значенням цих символів.
У разі використання церковнослов'янського алфавіту для письма іншими мовами (українською, російською, сербською) займенник «я» (якому відповідав церковнослов'янський азъ) передавався тільки через йотоване «а», а не через Ѧ.
У польській кирилиці (варіант «юсовиця») символ ѧ передавав носовий [e] і відповідав латинському ę («e з огонеком»).

## Сучасність
Малий юс зберігається у сучасній церковнослов'янській мові, де він є фонетичним дублером йотованого а і читається як ['a], [ja]. Різниця в їхньому вживанні регулюється орфографічними правилами й слугує для розрізнення омофонів.

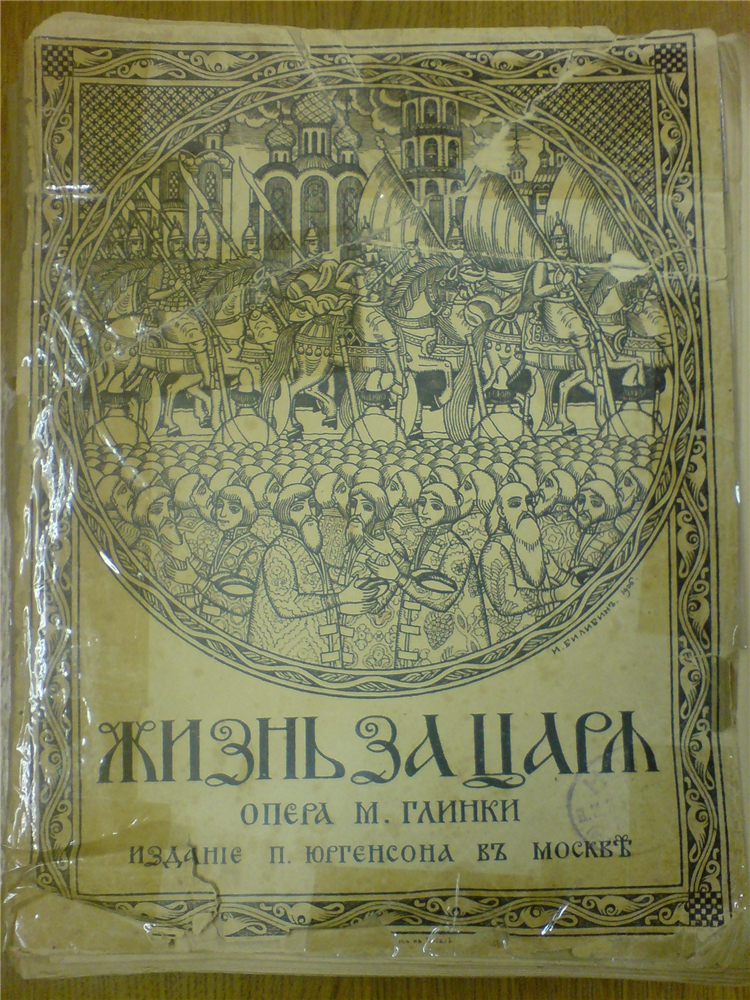
Малий юс на обкладинці видання опери «Життя за царя» початку XX ст. використаний на місці звичайного «я»

Правила церковнослов'янської орфографії вимагають вживання йотованого «а» на початку слів, а малого юса — у середині та наприкінці, за такими двома винятками:
- особовий займенник ѧ҆̀ («їх», 3-тя особа знах. відм. множини та двоїни) пишеться через Ѧ. Проте, похідний від нього відносний займенник я́же («яка», «котра», «які», «котрі», «яких», «котрих») — через йотоване «а»;
- слово ѧ҆́зыкъ («язик», «мова») з похідними пишеться через Ѧ, слово іазыкъ («народ», «плем'я») — через йотоване «а»: наше́ствїе га́ллѡвъ и҆ съ ни́ми двана́десѧти іа́зы̑къ.

На відміну від староцерковнослов'янської мови південнослов'янських ізводів, написання літер Ѧ, звичайного і йотованого «а» у сучасній церковнослов'янській не є етимологічним: так, у формі аориста 3-ї особи однини (быша, взѧша) прикінцеве «а» походить від носового *ę (староцерк.-слов. бышѧ, взѧшѧ), у слові іазыкъ початкове йотоване «а» — до *ję, а в займеннику моѧ, твоѧ прикінцевий Ѧ сходить до *ja (староцерк.-слов. моіа, твоіа).
На відміну від східнослов'янських мов, де літера «я» ніколи не пишеться після шиплячих, заміняючись «а», у церковнослов'янському правописі Ѧ можуть писати й в цій позиції. Вживання Ѧ замість  трапляється у таких випадках:
- у закінченнях займенників, прикметників, дієприкметників і іменників Ѧ вказує на форми множини. Наприклад, дщѝ на́ша («наша дочка») — дщєрѝ на́шѧ («наші дочки»);
- в суфіксах коротких активних дієприкметників теперішнього часу (називний відмінок однини чол. і сер. родів) іноді може використовуватися для відрізнення на письмі від тотожних їм за вимовою форм аориста. Наприклад, слы́шѧ («чуючи») — слы́ша («ти/він чув», аорист від слы́шати). Втім, Ѧ часто пишеться у суфіксах форм, що не мають омофонів, наприклад, слы́шѧй («той, хто чує»).

## Малий йотований юс
Малий йотований юс мав накреслення ѩ і був лігатурою літер І і Ѧ. Передавав *ję — йотований звук *ę. Відомий лише в найдавніших пам'ятках. У руському ізводі замінявся ѧ або іа.
У глаголиці мав накреслення  і був лігатурою  («єсть») і  («малий юс»). У хорватських джерелах відомий як «йен», «єн» (хорв. ję). Існує гіпотеза, що в найдавнішій глаголиці був лише йотований варіант малого юса, а нейотований з'явився пізніше.
У польській кирилиці (варіант «юсовиця») символ ѩ передавав йотований носовий [je] і відповідав латинським сполученням ję, ię.

## Таблица кодів
У Юнікоді:
| Регістр | Десятковий код | 16-ковий код | Вісімковий код | Двійковий код     |
| ------- | -------------- | ------------ | -------------- | ----------------- |
| Велика  | 1126           | 0466         | 002146         | 00000100 01100110 |
| Мала    | 1127           | 0467         | 002147         | 00000100 01100111 |

В HTML велику літеру Ѧ можна записати як &#1126; або &#x466;, а малу ѧ — як &#1127; або &#x467;.